# Neurone pseudounipolare

Nell'immagine due neuroni a confronto:
1) Neurone pseudounipolare
2) Neurone bipolare

Un neurone pseudounipolare, o neurone T, è un neurone costituito da un corpo cellulare tondeggiante e da un unico assone che si biforca dando origine a due prolungamenti, uno periferico ed uno diretto al sistema nervoso centrale, assetto che conferisce al neurone la tipica forma a "T", da cui il nome. Come i neuroni bipolari, anche i neuroni a T hanno la sola funzione di conduzione del segnale elettrico, che può avvenire in entrambi i sensi, ma a differenza dei neuroni bipolari, i neuroni pseudounipolari risultano più efficienti e rapidi, dal momento che il segnale può passare da una biforcazione all'altra senza dover necessariamente attraversare il soma.

## Struttura
Per definizione, un neurone pseudounipolare ha un assone con due rami: centrale e periferico. Questi rami assonali non devono essere confusi con i dendriti. Questi neuroni sensoriali sono un'eccezione al neurone tipico, in quanto non hanno dendriti separati e un processo assonale, ma piuttosto un processo ramificato che serve entrambe le funzioni. L'assone ha un ramo periferico (dal corpo cellulare alla periferia: pelle, articolazione e muscoli) e un ramo centrale (dal corpo cellulare al midollo spinale)

### Nei gangli della radice dorsale
Il soma (corpo cellulare) di ciascun neurone pseudounipolare si trova all'interno del ganglio di ciascuna  radice dorsale. L'assone lascia il corpo cellulare (e fuori dal ganglio della radice dorsale), si divide in due rami. Il ramo centrale va alle colonne dorsali del midollo spinale, dove forma sinapsi con altri neuroni. Il ramo periferico viaggia attraverso la radice dorsale distale nel nervo spinale fino alla pelle, alle articolazioni e ai muscoli.

### Nei gangli sensoriali dei nervi cranici
I neuroni pseudounipolari si trovano anche nei gangli sensoriali dei nervi cranici V, VII, IX e X (tutti nervi cranici misti). Il nervo vestibolo-cocleare possiede un neurone bipolare sia nel ganglio cocleare (o a spirale) che nel ganglio vestibolare (o di Scarpa).

## Funzione
Questi neuroni sono collegati a recettori sensoriali su pelle, articolazioni, muscoli e altre parti del corpo. L'area dell'assone che è più vicina al recettore è la zona  dove nasce il potenziale d'azione che attiva il neurone. Il segnale viene condotto attraverso l'assone verso il corpo cellulare del ganglio della radice dorsale, quindi attraverso l'assone, terminando ai nuclei sensoriali nella via del lemnisco mediale del midollo spinale.